# Rudolf Hagmann
Rudolf Hagmann (* 9. März 1892 in Reutlingen; † 22. Oktober 1980 in Stuttgart) war ein deutscher Verwaltungsjurist.

## Leben
Hagmann war nach einer Ausbildung von 1910 bis 1913 als Gehilfe bei den Stadtverwaltungen Sindelfingen, Schwenningen am Neckar und Metzingen tätig. Er nahm am Ersten Weltkrieg teil. Nach dem Abitur 1919 studierte er von 1919 bis 1922 Rechts- und Staatswissenschaften in Tübingen. Er war ab 1921 Mitglied der Studentenverbindung Akademische Gesellschaft Stuttgardia Tübingen. Er legte 1922 die erste und 1925 die zweite Staatsprüfung ab.
1924 wurde er in Tübingen zum Dr. iur. promoviert.
Er trat 1925 in die württembergische Innenverwaltung ein. Von 1930 bis 1934 war er im württembergischen Innenministerium in der Abteilung für luftpolizeiliche Angelegenheiten tätig, wobei er von 1933 bis 1934 als Amtsverweser das Oberamt Böblingen mit der Zuständigkeit für den Flugplatz Böblingen-Hulb leitete. Danach wechselte er ins Reichsluftfahrtministerium nach Berlin, zunächst als Oberregierungsrat und ab 1938 als Ministerialdirigent. Nach dem Kriegsdienst von 1940 bis 1942 war er von 1942 bis 1945 Luftgauintendant in München. Er war zum 1. Mai 1933 der NSDAP beigetreten (Mitgliedsnummer 3.226.925).
Von 1945 bis 1951 war er bei der Landesdirektion des Inneren bzw. im Innenministerium Württemberg-Hohenzollern tätig, anschließend bis 1952 Ministerialrat beim Innenministerium Württemberg-Baden.
Er leitete von 1952 bis 1958 als Präsident die Württembergische Landeskreditanstalt.
1958 erhielt er das große Bundesverdienstkreuz.
Hagmann war evangelischer Konfession.